# بافلودار
بافلودار (بالقازاقية : Павлодар) هي مدينة كازاخية تقع في شمال شرق كازاخستان، وهي عاصمة إقليم بافلودار. تقع 350كم من العاصمة الوطنية أستانة، و 400 كم. جنوب شرق مدينة أومسك الروسية. يعبر نهر إرتيش المدينة. يبلغ عدد سكان بافلودار 300,200 نسمة، يتكون أغلبية السكان في هذة المدينة من الكازاخ ثم الروس. هناك أقليات عرقية أخرى من بينها الأوكرانيين الألمان التتار.

## التاريخ

موقع المدينة

بافلودار هي أقدم عاصمة لمقاطعة شمال كازاخستان. وقد تأسست في عام 1720 وسميت بكورياكوفسكي, وتأسست قرب البحيرات المالحة. وأصبح اسمها بافلودار في 1861. وتمكنت المدينة من النمو للفرص التجارية الكبيرة في المنتجات الزراعية والملح، وكان يسكن بافلودار 8000 نسمة فقط في عام 1987. ويعني اسم بافلودار هبة بول، تكريما للإبن حديثي الولادة لالكساندروفيتش بول دوق.
في 1955، تم تحديث الحملة الأراضي العذراء في بافلودار. الأمر الذي أدى لهجرة من أجزاء أخرى من الاتحاد السوفياتي إلى المدينة، والتصنيع والبناء السريع عليها المدينة مع جميع وسائل الراحة. منذ منتصف الستينات، نمت بافلودار نمواً كبيراً لتصبح مركزاً صناعياً رئيسياً مع مصانع للألمنيوم والجرارات والصناعات الكيماوية. في 1978 تم افتتاح مصفاة لتكرير النفط. كما هو الحال في بافلودار كان المصنع خزان كبير، ومنع الاجانب من دخول المدينة حتى عام 1992.
- الاسم الكازاخي : بافلودار  (Павлодар)
- الاسم الروسي : : بافلودارسكاي  (Павлодарская)

بافلودار عاصمة أحد التقسيمات الإدارية في كازاخستان.

## المناخ
يظهر الجدول التالي التغييرات المناخية على مدار السنة لبافلودار:
| البيانات المناخية لـبافلودار      | البيانات المناخية لـبافلودار | البيانات المناخية لـبافلودار | البيانات المناخية لـبافلودار | البيانات المناخية لـبافلودار | البيانات المناخية لـبافلودار | البيانات المناخية لـبافلودار | البيانات المناخية لـبافلودار | البيانات المناخية لـبافلودار | البيانات المناخية لـبافلودار | البيانات المناخية لـبافلودار | البيانات المناخية لـبافلودار | البيانات المناخية لـبافلودار | البيانات المناخية لـبافلودار |
| الشهر                             | يناير                        | فبراير                       | مارس                         | أبريل                        | مايو                         | يونيو                        | يوليو                        | أغسطس                        | سبتمبر                       | أكتوبر                       | نوفمبر                       | ديسمبر                       | المعدل السنوي                |
| --------------------------------- | ---------------------------- | ---------------------------- | ---------------------------- | ---------------------------- | ---------------------------- | ---------------------------- | ---------------------------- | ---------------------------- | ---------------------------- | ---------------------------- | ---------------------------- | ---------------------------- | ---------------------------- |
| الدرجة القصوى °م (°ف)             | 4.2 (39.6)                   | 5.3 (41.5)                   | 24.6 (76.3)                  | 33.0 (91.4)                  | 38.0 (100.4)                 | 40.8 (105.4)                 | 41.1 (106.0)                 | 40.6 (105.1)                 | 36.1 (97.0)                  | 29.2 (84.6)                  | 17.9 (64.2)                  | 7.2 (45.0)                   | 41.1 (106.0)                 |
| متوسط درجة الحرارة الكبرى °م (°ف) | −10.8 (12.6)                 | −9.3 (15.3)                  | −1.5 (29.3)                  | 12.5 (54.5)                  | 21.1 (70.0)                  | 26.6 (79.9)                  | 28.0 (82.4)                  | 25.9 (78.6)                  | 19.1 (66.4)                  | 10.5 (50.9)                  | −1.4 (29.5)                  | −8 (18)                      | 9.4 (48.9)                   |
| المتوسط اليومي °م (°ف)            | −15.8 (3.6)                  | −14.9 (5.2)                  | −7.1 (19.2)                  | 5.6 (42.1)                   | 14.0 (57.2)                  | 19.7 (67.5)                  | 21.5 (70.7)                  | 19.0 (66.2)                  | 12.2 (54.0)                  | 4.3 (39.7)                   | −6.0 (21.2)                  | −12.8 (9.0)                  | 3.3 (37.9)                   |
| متوسط درجة الحرارة الصغرى °م (°ف) | −20.5 (−4.9)                 | −20 (−4)                     | −12 (10)                     | −0.5 (31.1)                  | 7.0 (44.6)                   | 12.8 (55.0)                  | 15.3 (59.5)                  | 12.6 (54.7)                  | 6.2 (43.2)                   | −0.6 (30.9)                  | −10.0 (14.0)                 | −17.4 (0.7)                  | −2.3 (27.9)                  |
| أدنى درجة حرارة °م (°ف)           | −45 (−49)                    | −42.8 (−45.0)                | −37.2 (−35.0)                | −27.2 (−17.0)                | −6.1 (21.0)                  | −2.2 (28.0)                  | 4.2 (39.6)                   | 0.0 (32.0)                   | −9 (16)                      | −21.5 (−6.7)                 | −40 (−40)                    | −45.2 (−49.4)                | −45.2 (−49.4)                |
| الهطول مم (إنش)                   | 20 (0.8)                     | 16 (0.6)                     | 13 (0.5)                     | 18 (0.7)                     | 28 (1.1)                     | 31 (1.2)                     | 55 (2.2)                     | 32 (1.3)                     | 21 (0.8)                     | 25 (1.0)                     | 23 (0.9)                     | 21 (0.8)                     | 303 (11.9)                   |
| متوسط الأيام الممطرة              | 1                            | 0                            | 3                            | 8                            | 12                           | 12                           | 15                           | 12                           | 12                           | 10                           | 5                            | 1                            | 91                           |
| متوسط الأيام المثلجة              | 18                           | 16                           | 12                           | 5                            | 1                            | 0.03                         | 0                            | 0.03                         | 0                            | 5                            | 14                           | 19                           | 90                           |
| متوسط الرطوبة النسبية (%)         | 79                           | 79                           | 80                           | 62                           | 54                           | 55                           | 60                           | 61                           | 63                           | 71                           | 80                           | 80                           | 69                           |
| المصدر: Pogoda.ru.net             |                              |                              |                              |                              |                              |                              |                              |                              |                              |                              |                              |                              |                              |

## توأمة
لبافلودار اتفاقيات توأمة مع كل من:
- مونشنغلادباخ
- بيدغوشتش (23 أبريل 2012 - )[7]
- أومسك (14 أكتوبر 2015 - )[8]
- أنقرة
- بغداد
- موسكو
- طهران
- قيصرية (3 مايو 2010 - )[7]

## أعلام
- سيرهي سكاتشينكو
- أندري زيتز
- إيليا تشيرنيشوف
- دانييل أحمدوف
- ألكسندرا فيشر
- دانيال روبرت دي جيسوس
- نيكولاي أناتوليفيتش